# Linka M6 (metro v Bukurešti)
M6 je plánovaná linka metra v rumunské Bukurešti. Má mít 12 nových stanic, ve 4 stanic jiných linek bude docházet ke křížení a jedno depo.

## Historie
Započetí stavby je plánováno na rok 2017 a dokončena by měla být v roce 2020 nebo 2021. Finanční náklady by se měly pohybovat okolo 1,2 miliardy eur. 300 miliónů eur má přispět Japonská banka pro mezinárodní spolupráci.